# 별꽃풀
별꽃풀(Swertia varatroides)은  백두산과 묘향산 골자기 냇가에 나는 두해살이풀로 높이 40cm 정도이다. 줄기는 곧게 서고, 가지가 갈라진다. 밑의 잎은 잎자루가 길고, 주걱 모양으로 양 끝이 좁고, 가장자리는 밋밋하다. 윗부분의 잎은 마주나며, 잎자루는 없고, 난상 타원형이다. 꽃은 흰색, 윗부분의 잎겨드랑이와 끝에 취산꽃차례로 달리고, 포는 잎 모양이다. 꽃받침은 피침형의 막질이며 끝이 뾰족하다. 화과는 깊게 5갈래, 열매는 삭과, 긴 타원형, 꽃받침에 싸이고, 2개로 갈라진다.